# Hamdi al-Patschatschi
Hamdi al-Patschatschi (arabisch حمدي الباجه جي Hamdi al-Badschadschi; * 1886 in Bagdad; † 28. März 1948) war ein Landbesitzer und Politiker des Königreichs Irak, der als pro-britisch und anti-französisch galt.

## Leben
Patschatschi wurde in eine wohlhabende Familie Bagdads, die wie Muzahim el Patschatschi dem Abdah-Zweig des Schammar-Stammes angehörte, hineingeboren. Hamdi al-Patschatschi studierte bis 1909 Rechtswissenschaften an der Mekteb-i Mülkiye in Konstantinopel. Danach lehrte er von 1913 bis 1916 am Rechtskollegium Bagdads. In Konstantinopel (seit 1930 Istanbul) trat er der arabisch-nationalistischen Covenant-Gesellschaft bei.
Bei seiner Rückkehr nach Bagdad forderte er die Dezentralisierung des Osmanischen Reiches. Wegen seiner Beteiligung am anti-britischen Aufstand 1920 wurde Patschatschi festgenommen und nach Handscha, einer Insel im Persischen Golf verbannt. Nachdem die Briten ihn freiließen, arbeitete er ab 1925 mit ihnen im Rahmen des britischen Mandats „Mesopotamien“ zusammen. Im Kabinett von Abd al-Muhsin as-Sa'dun wurde Patschatschi 1925 Minister für waqf, was er bis 1926 blieb. Danach widmete er sich der Landwirtschaft.
1935 wurde er zum Abgeordneten ins irakische Parlament gewählt. Im Jahre 1941 wurde er Minister für Soziale Wohlfahrt, und 1943 wurde er zum Präsidenten des Handelskammer gewählt. Am 4. Juni 1944 wurde der als konservativ geltende Politiker durch den Regenten Abd ul-Ilah als Premierminister des Irak eingesetzt. Er folgte in diesem Amt auf Nuri as-Said, der wegen Streit mit dem Regenten über innenpolitischen Reformen zurückgetreten war. Aufgrund eines Streits seines Außen- und Verteidigungsministers mit den Briten, die die Kontrolle über die Außenbeziehungen des Landes ausübten, wegen der Reorganisation der Armee scheiterte Patschatschis erstes Kabinett bereits im August dieses Jahres. Er wurde aber unmittelbar darauf ein zweites Mal als Premierminister eingesetzt. Das Kabinett unter seiner Führung beschloss eine kleinere Landreform bei Dujaila bei Kut, bei der Land von Großgrundbesitzern unter Kleinbauern aufgeteilt wurde. Dieses blieb die einzige derartige Reform der irakischen Monarchie. Patschatschi, selbst Großgrundbesitzer, agierte überwiegend konservativ und versuchte soziale und ökonomische Veränderungen eher zu verzögern. Im Wesentlichen wurde die Politik des Irak während seiner Regierungszeit jedoch vom Regenten bestimmt.
Nach Ende des Zweiten Weltkriegs wurde klar, dass die britischen Truppen bald aus dem quasi besetzten Land abziehen sollten. In der Öffentlichkeit wurde nun verstärkt die übermächtige Rolle Großbritanniens im Land in Frage gestellt. Abd-ul-Ilah reagierte, indem er über den Kopf seines Premierministers hinweg größere Reformen versprach. Hamdi al-Patschatschi, ohne Rückhalt in der Presse oder im Parlament, wählte daraufhin im Januar 1946 den Rücktritt.
Hamdi al-Patschatschi setzte sich gegen Nuri as-Said für die Stärkung der 1945 gegründeten Arabischen Liga ein. In einem Brief an den US-amerikanischen Präsidenten Harry S. Truman am 4. Oktober 1945 verurteilte Patschatschi den Zionismus und lehnte eine Einwanderung von Juden nach Palästina ab. Gleichzeitig betonte er die Freundschaft des irakischen Volkes mit den Amerikanern.
Im Jahre 1948 wurde Patschatschi von Premierminister Muhammad al-Sadr noch einmal zum Außenminister ernannt, dabei gab er US-Präsident Truman die Schuld am Palästinakrieg. Er starb nach wenigen Monaten im Amt noch während seiner Zeit als Außenminister an einem Herzinfarkt.
Sein Neffe Adnan Patschatschi wurde nach dem Sturz des Diktators Saddam Hussein und seines Premierministers Ahmad Hussein Chudair 2003 ebenfalls Außenminister des Irak.